# Chụp cắt lớp (phương pháp)

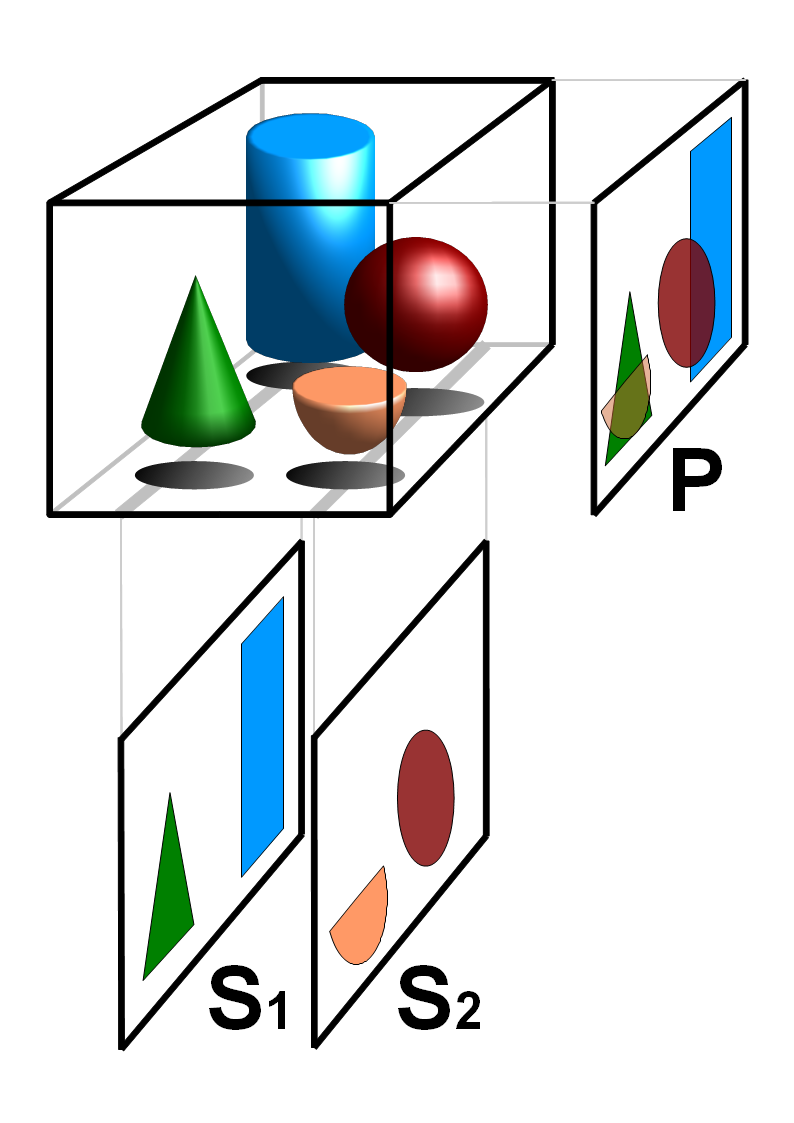
Hình 1: Nguyên tắc và ý nghĩa cơ bản của chụp cắt lớp: chỉ thu hình các cấu trúc cần nghiên cứu ở cùng một mặt phẳng, theo trình tự nhất định.

Chụp cắt lớp là phương pháp chụp ảnh để thu được các hình của một hoặc nhiều cấu trúc nằm bên trong một vật thể hoặc trong một vùng không gian xác định, bằng cách nhận ảnh lần lượt của các cấu trúc cùng trên một mặt phẳng nằm trong vật thể hoặc nằm trong không gian đó, nhờ vậy có thể hình dung đầy đủ các cấu trúc cần nghiên cứu dù bị che khuất bởi các vật thể phía trước.
Giả sử có bốn hình hình học (nón, trụ, bán cầu và cầu) đựng trong một hộp che kín (xem hình 1). Nếu dùng tia xuyên thấu nhưng chụp theo phương pháp cổ điển, thì dù chụp bao nhiêu lần cũng chỉ được ảnh của các vật chồng lên nhau (ảnh P), còn nếu chụp cắt lớp hai lần thì thu được riêng rẽ hai ảnh (S1 và S2), phản ánh được hình dạng và vị trí các vật trong không gian bị che khuất. Nghĩa là phương pháp này tạo ra nhiều ảnh cắt ngang giống như cắt một ổ bánh mì thành nhiều lát để tìm hiểu mỗi lát cắt có cấu trúc như thế nào.
Phương pháp chụp cắt lớp được sử dụng ngày càng rộng rõi, thường xuyên được cải tiến và đã thu được nhiều kết quả quan trọng ở nhiều lĩnh vực rất khác nhau như: y học, khảo cổ học, sinh học, khoa học khí quyển, địa vật lý, hải dương học, nghiên cứu về plasma, khoa học vật liệu, vật lý thiên văn, v.v. nhất là sử dụng trong khoa X quang phục vụ mục đích chẩn đoán và điều trị bệnh. Hiện nay, chụp cắt lớp là phương pháp tốt nhất để thu được thông tin tối ưu về cấu trúc không gian (3D) của một số phần tử trong cả một quần thể gồm nhiều phần tử không đồng nhất.

## Từ nguyên
- Thuật ngữ "chụp cắt lớp" dịch từ tiếng Anh tomography, có nguồn gốc từ tiếng Hy Lạp cổ đại là τόμος (tomos nghĩa là "lát cắt, mặt cắt") ghép với từ γράφω (graphō nghĩa là "hình, mô tả").
- Trong cuộc sống hiện nay, thuật ngữ "chụp cắt lớp" được dùng theo nghĩa hẹp hơn, thường chỉ dùng để nói về phương pháp sử dụng phổ biến trong y học, gọi là kiểu chụp cắt lớp vi tính sử dụng tia X.

## Lược sử
- Chụp cắt lớp mặt phẳng (2D) được phát triển vào những năm 1930 bởi nhà X quang Alessandro Vallebona, chủ yếu là giải quyết sự chồng chất các cấu trúc lên nhau bằng cách chụp X quang hình chiếu. Vào những năm 1950, kĩ thuật này được phát triển hơn và được gọi là planography, trong một bài báo của B. Pollak ở Viện điều dưỡng Fort William, đăng trên tạp chí y khoa Chest năm 1953.[7] Kĩ thuật này được sử dụng rộng rãi mãi đến khi xuất hiện ứng dụng máy tính chủ yếu vào cuối những năm 1970.[8]
- Chụp cắt lớp mặt phẳng tiêu điểm sử dụng thực tế là mặt phẳng tiêu điểm xuất hiện sắc nét hơn, trong khi các cấu trúc trong các mặt phẳng khác có vẻ bị mờ. Do đó, người ta đã thay đổi bằng cách di chuyển nguồn tia X và phim theo các hướng ngược nhau trong quá trình chụp sáng, đồng thời điều chỉnh hướng và mức độ chuyển động, người điều khiển có thể chọn các mặt phẳng tiêu cự khác nhau chứa các cấu trúc quan tâm.

## Tổng quan

### Nguyên lý chung
Nói chung, chụp cắt lớp bắt buộc phải dùng loại sóng có khả năng phản xạ lại hoặc loại sóng có khả năng xuyên thấu mạnh.

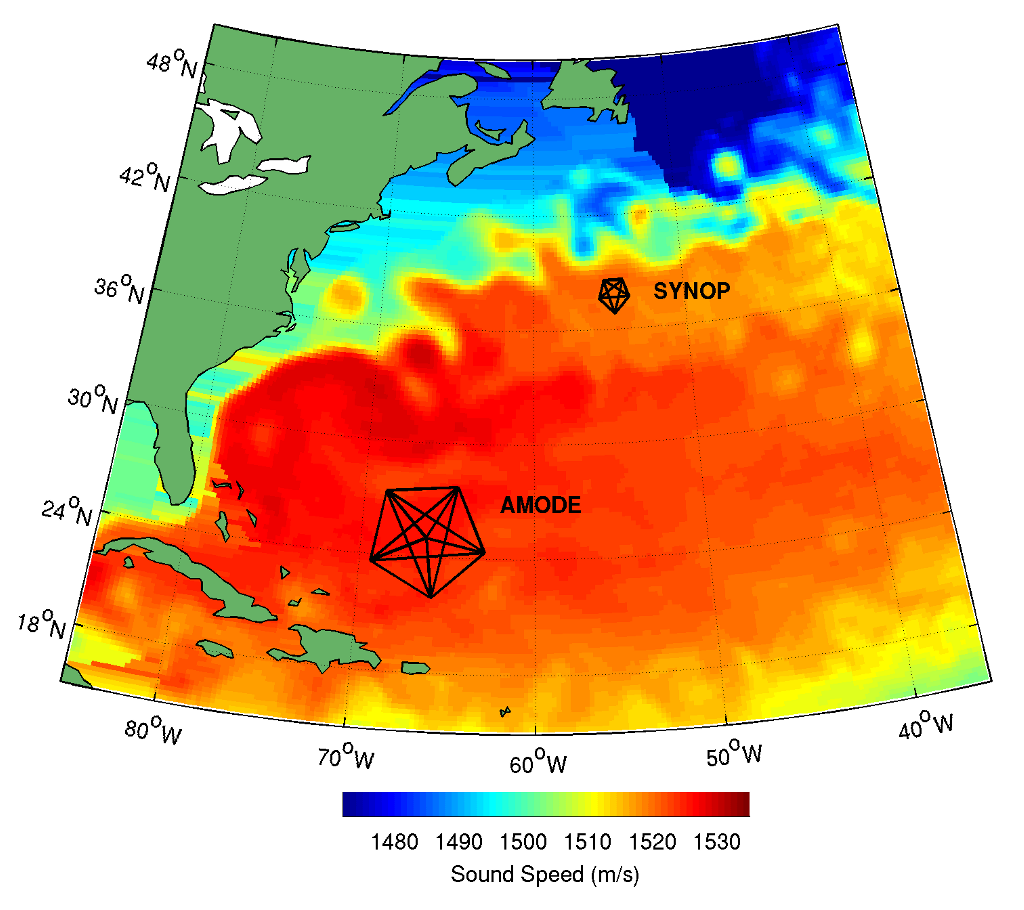
Hình 2: Ảnh chụp cắt lớp một vùng biển Atlantic bằng sử dụng sonar.

- Trong trường hợp dùng loại sóng có khả năng phản xạ lại (như sóng âm, sóng vô tuyến) thì cần có thiết bị phát sóng gọi là đầu phát (transmitter) và thiết bị thu nhận sóng phản xạ lại từ vật cần nghiên cứu gọi là đầu thu (receiver) hoặc đầu dò (detector). Dựa trên tốc độ phản xạ lại của các chùm sóng, qua hàng loạt tính toán do máy tính thực hiện sẽ xác định mỗi "điểm" phản xạ lại cách đầu phát bao xa, từ đó xây dựng được hình ảnh của đối tượng cần nghiên cứu và có thể hiển thị trên màn hình, lên phim hoặc ảnh thích hợp với loại sóng đó. Chẳng hạn, bằng cách sử dụng sóng siêu âm theo nguyên lý này (gọi là dùng sonar) người ta đã có được bản đồ độ sâu ở một vùng biển Atlantic, trong quá trình tìm kiếm "lục địa bị mất tích" (hình 2).
- Trong trường hợp dùng loại sóng có khả năng xuyên thấu mạnh (thường dùng nhất là sóng Rơnghen tức là tia X), thì phức tạp hơn. 
  - Nếu chỉ dùng phương pháp cổ điển (chụp X quang một lần), thì tia X sẽ xuyên qua vùng cần chụp theo cách: vật cản càng cứng thì sóng đâm xuyên càng kém, nên sẽ tạo ra vùng trắng trên phim; còn vật cản càng mềm thì đâm xuyên càng nhiều, nên tạo ra vùng tối hơn hoặc đen sẫm. Từ đó, thu được ảnh có các vật đè lên nhau (hình 3).
  - Nếu dùng chụp cắt lớp, người ta phải phát sóng từ đầu thu đồng thời với một thiết bị làm "mờ" sóng ở vùng không cần chiếu/chụp cùng lúc với di chuyển phim/băng ghi hình chuyển động theo hướng ngược lại. Nhờ chiếu xạ nhiều lần ở các góc độ khác nhau (gọi là quét, tức scan), đầu thu nhận được nhiều hình của vật ở các góc độ đã chiếu tại "lớp" đã "cắt".[9] Sau khi xử lý, có thể thu được ảnh 3D của mẫu vật cần nghiên cứu (hình 4). Ngoài ra, người ta còn dùng chất cản quang trong trường hợp muốn nghiên cứu chi tiết hơn về nội quan cơ thể, kết hợp với xử lý hình bằng máy vi tính, sẽ thu được hình ảnh 3D sinh động (hình 5). Nhiều cải tiến trong kỹ thuật đã dẫn đến các kết quả ngày càng tốt, giúp nghiên cứu thuận lợi (hình 6).

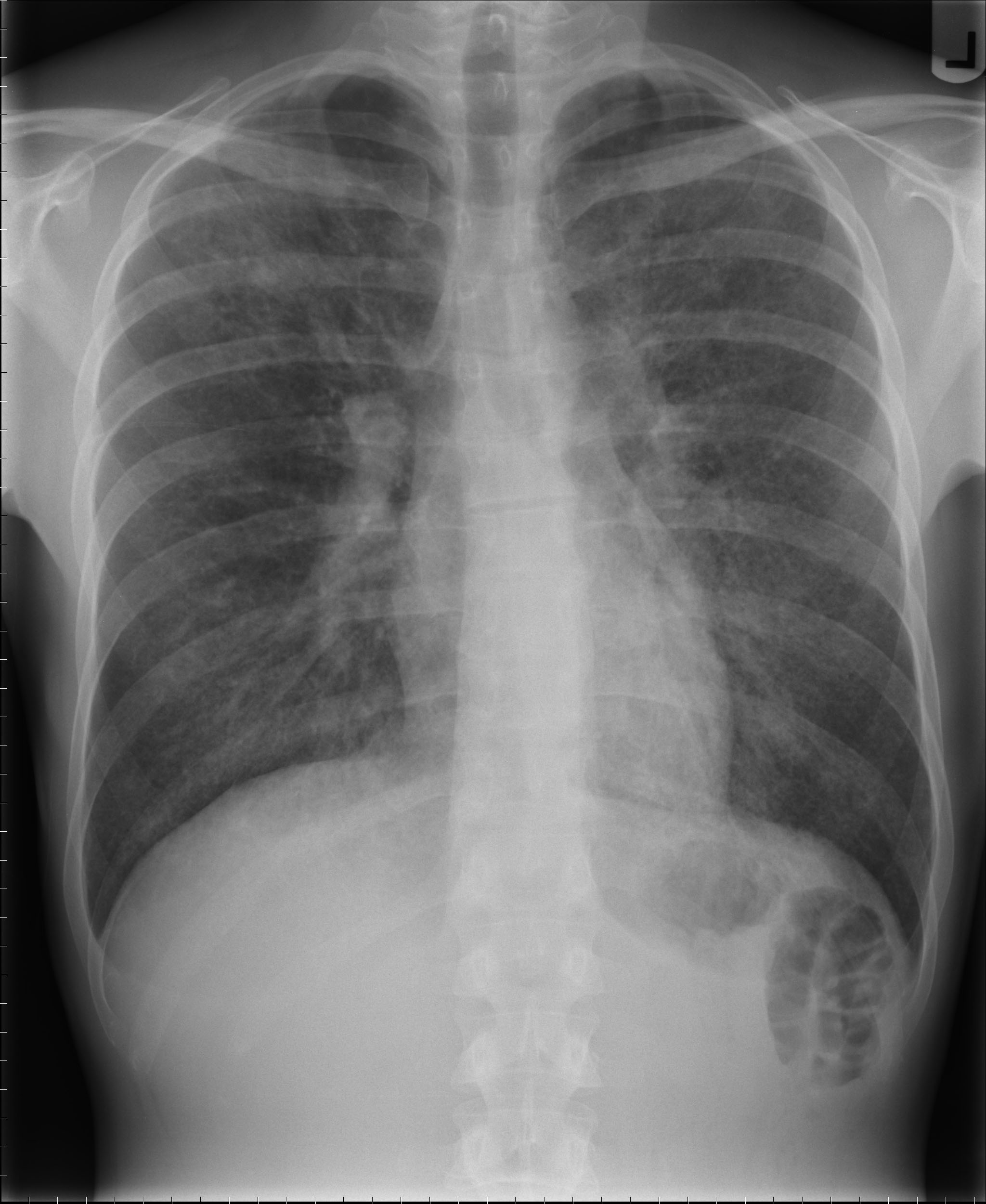
Hình 3: Kết quả chụp phổi người bằng phương pháp thông thường (chụp X quang đơn thuần) chỉ cho hình ảnh 2D.
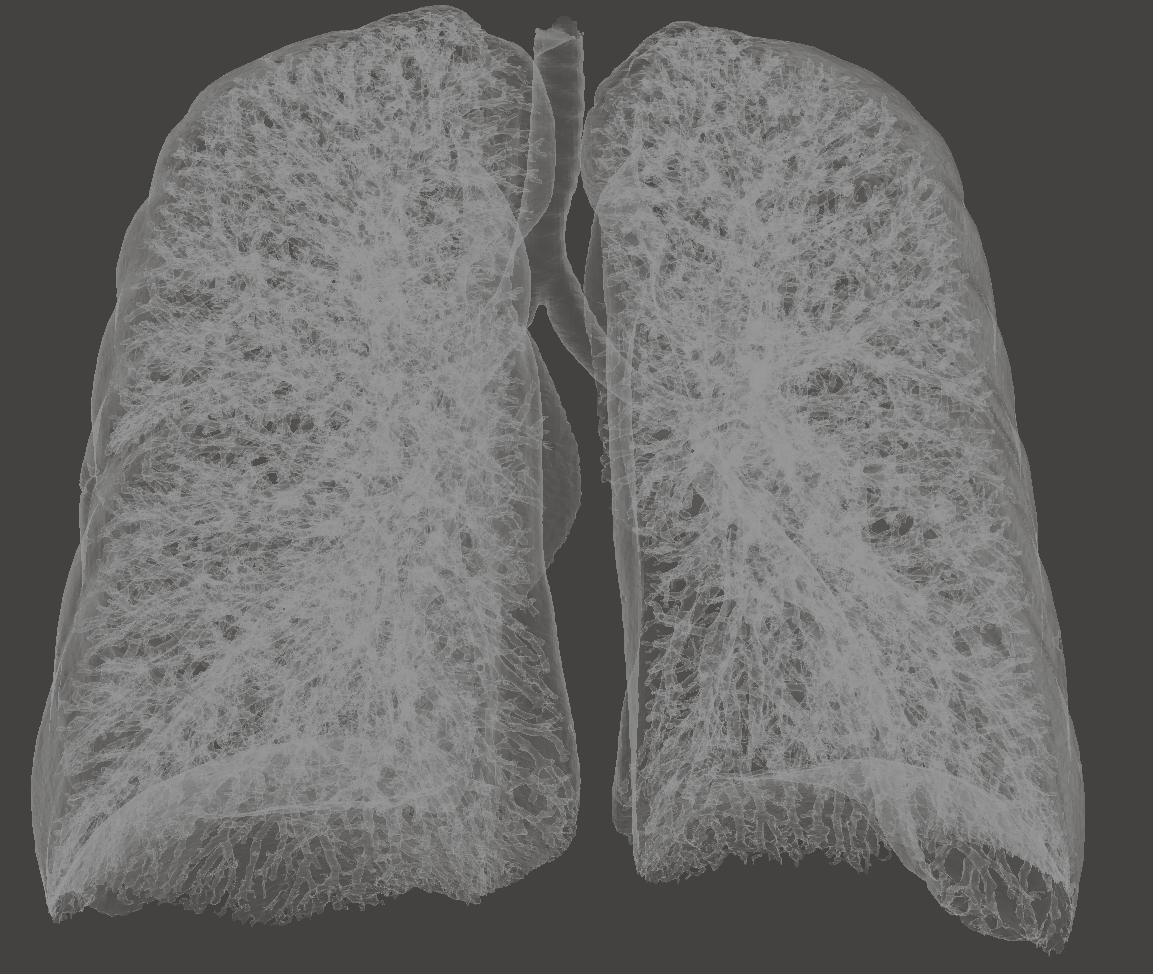
Hình 4: Kết quả chụp phổi người bằng chụp cắt lớp đã cho cấu trúc 3D, dù vẫn ghi trên  phim X quang thông thường.
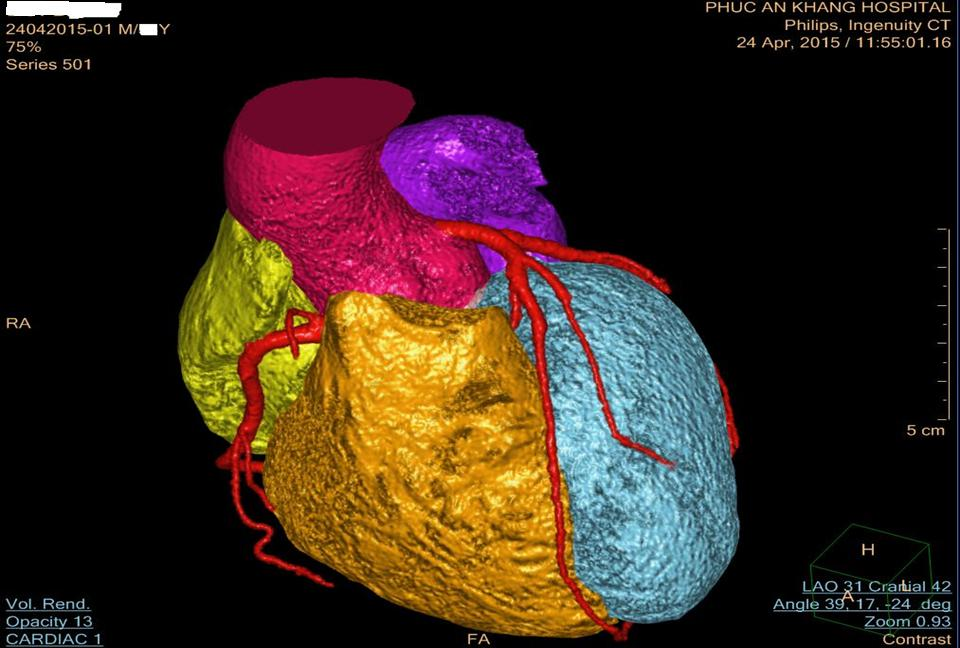
Hình 5: Ảnh chụp cắt lớp động mạch vành tim và tim người kết hợp dùng chất cản quang.
Hình 6: Răng mọc đè dây thần kinh hô hấp (xanh lam) ở người bệnh bị đau răng kèm theo rối loạn hô hấp. Ảnh đã xử lí photoshop

Nói chung, trong các phương pháp chụp cắt lớp, thì thiết bị chính được sử dụng gọi là máy chụp cắt lớp (tomograph), hình thu được gọi là ảnh cắt lớp (tomogram), còn chụp cắt lớp là cả một tiến trình (process).

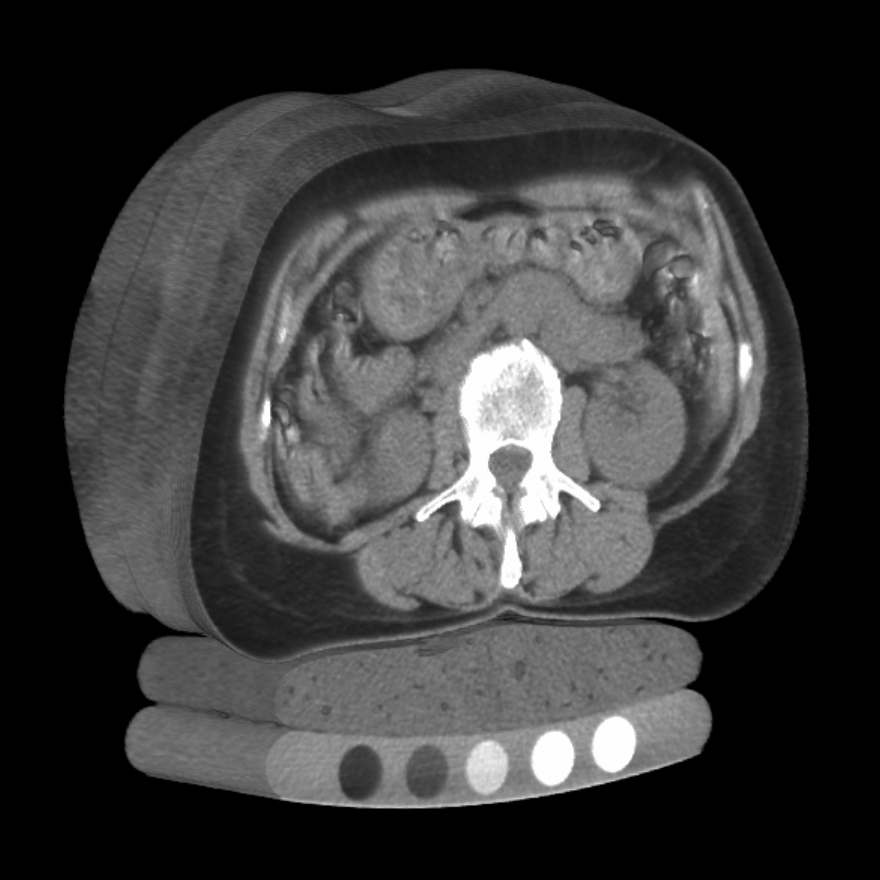
Hình 7: Nhiều ảnh computed tomographs (chụp cắt lớp vi tính) bằng tia X kết xuất lại tạo thành mô hình 3D.

## Kết xuất khối
Để có ảnh 3D tốt, người ta còn dùng phương pháp kết xuất khối (volume rendering) là một tập hợp nhiều kỹ thuật được sử dụng để hiển thị hình chiếu 2D để tạo nên tập dữ liệu 3D được lấy mẫu riêng biệt, thường là trường vô hướng 3D. Tập dữ liệu 3D điển hình là một nhóm các hình ảnh lát cắt 2D được thu thập, ví dụ, bằng máy quét CT, MRI hoặc MicroCT. Chúng thường có được trong một mẫu thông thường (ví dụ: một lát cắt mỗi milimét) và thường có số lượng pixels hình ảnh đều đặn trong một mẫu thông thường. Đây là một ví dụ về lưới thể tích thông thường, với mỗi phần tử thể tích, hoặc voxel được biểu thị bằng một giá trị duy nhất thu được bằng cách lấy mẫu khu vực tức thì xung quanh voxel.
Ví dụ: một tập có thể được xem bằng cách trích xuất các mặt phẳng (bề mặt có giá trị bằng nhau) từ tập và hiển thị chúng dưới dạng các mắt lưới đa giác hoặc bằng cách hiển thị trực tiếp tập dưới dạng một khối dữ liệu. Thuật toán hình khối diễu hành là một kỹ thuật phổ biến để trích xuất một mặt đẳng lập từ dữ liệu thể tích. Kết xuất khối lượng trực tiếp là một nhiệm vụ tính toán chuyên sâu có thể được thực hiện theo một số cách.
Để hiển thị hình chiếu 2D của tập dữ liệu 3D, trước tiên, người ta cần xác định một máy ảnh trong không gian liên quan đến âm lượng. Ngoài ra, người ta cần xác định độ mờ và màu sắc của mọi voxel. Điều này thường được xác định bằng cách sử dụng một hàm truyền RGBA (cho màu đỏ, xanh lục, xanh lam, alpha) xác định giá trị RGBA cho mọi giá trị voxel có thể có.

## Các kiểu chụp cắt lớp
| Tên kiểu chụp                                                         | Nguồn dữ liệu                                  | Viết tắt    | Năm   |
| --------------------------------------------------------------------- | ---------------------------------------------- | ----------- | ----- |
| Aerial tomography                                                     | Electromagnetic radiation                      | AT          | 2020  |
| Atom probe tomography                                                 | Atom probe                                     | APT         |       |
| Computed tomography imaging spectrometer                              | Visible light spectral imaging                 | CTIS        |       |
| Computed tomography of chemiluminescence                              | Chemiluminescence Flames                       | CTC         | 2009  |
| Confocal microscopy (Laser scanning confocal microscopy)              | Laser scanning confocal microscopy             | LSCM        |       |
| Cryogenic electron tomography                                         | Cryogenic transmission electron microscopy     | CryoET      |       |
| Electrical capacitance tomography                                     | Electrical capacitance                         | ECT         | 1988  |
| Electrical capacitance volume tomography                              | Electrical capacitance                         | ECVT        |       |
| Electrical resistivity tomography                                     | Electrical resistivity                         | ERT         |       |
| Electrical impedance tomography                                       | Electrical impedance                           | EIT         | 1984  |
| Electron tomography                                                   | Transmission electron microscopy               | ET          | 1968  |
| Focal plane tomography                                                | X-ray                                          |             | 1930s |
| Functional magnetic resonance imaging                                 | Magnetic resonance                             | fMRI        | 1992  |
| Hydraulic tomography                                                  | fluid flow                                     | HT          | 2000  |
| Infrared microtomographic imaging                                     | Mid-infrared                                   |             | 2013  |
| Laser Ablation Tomography                                             | Laser Ablation & Fluorescent Microscopy        | LAT         | 2013  |
| Magnetic induction tomography                                         | Magnetic induction                             | MIT         |       |
| Magnetic particle imaging                                             | Superparamagnetism                             | MPI         | 2005  |
| Magnetic resonance imaging hoặc nuclear magnetic resonance tomography | Nuclear magnetic moment                        | MRI or MRT  |       |
| Muon tomography                                                       | Muon                                           |             |       |
| Microwave tomography                                                  | Microwave (1-10 GHz electromagnetic radiation) |             |       |
| Neutron tomography                                                    | Neutron                                        |             |       |
| Ocean acoustic tomography                                             | Sonar                                          | OAT         |       |
| Optical coherence tomography                                          | Interferometry                                 | OCT         |       |
| Optical diffusion tomography                                          | Absorption of light                            | ODT         |       |
| Optical projection tomography                                         | Optical microscope                             | OPT         |       |
| Photoacoustic imaging in biomedicine                                  | Photoacoustic spectroscopy                     | PAT         |       |
| Positron emission tomography                                          | Positron emission                              | PET         |       |
| Positron emission tomography - computed tomography                    | Positron emission & X-ray                      | PET-CT      |       |
| Quantum tomography                                                    | Quantum state                                  | QST         |       |
| Single-photon emission computed tomography                            | Gamma ray                                      | SPECT       |       |
| Seismic tomography                                                    | Seismic waves                                  |             |       |
| Terahertz tomography                                                  | Terahertz radiation                            | THz-CT      |       |
| Thermoacoustic imaging                                                | Photoacoustic spectroscopy                     | TAT         |       |
| Ultrasound-modulated optical tomography                               | Ultrasound                                     | UOT         |       |
| Ultrasound computer tomography                                        | Ultrasound                                     | USCT        |       |
| Ultrasound transmission tomography                                    | Ultrasound                                     |             |       |
| X-ray computed tomography                                             | X-ray                                          | CT, CATScan | 1971  |
| X-ray microtomography                                                 | X-ray                                          | microCT     |       |
| Zeeman-Doppler imaging                                                | Zeeman effect                                  |             |       |